# Piter Jelles Montessori
OSG Piter Jelles Montessori is een middelbare school gevestigd in de stad Leeuwarden. De school biedt onderwijs in de niveaus havo en Atheneum. Samen met scholen in buurgemeenten maakt deze school deel uit van de scholengemeenschap Piter Jelles. 
Piter Jelles Montessori is ook deelnemer aan het jaarlijkse Fries Jeugd Parlement evenement.

## Trivia
- In het schooljaar 2005/2006 vond een staking plaats omdat men ontevreden was over de roosters. De dag werd vrijgegeven en het maken van de roosters werd verplaatst van het Piter Jelles-hoofdkantoor naar de school.